# Rodzaj angielskiego rzeczownika
Rodzaj w języku angielskim – sposób przedstawiania płci w języku angielskim. Zasadniczo rodzaj biologiczny przypisuje się ludziom i zwierzętom, dla przedmiotów istnieje rodzaj nieosobowy.

## Rodzaj gramatyczny rzeczowników
W języku angielskim osoby płci męskiej przyjmują zaimek he, żeńskiej she, obiekty z nieistniejącą bądź nierozpoznaną płcią przyjmują zaimek nieokreślony it.
Istnieje możliwość nadania rodzaju gramatycznego rzeczom bądź zwierzętom, zwłaszcza, jeśli przyjmuje się, że mają osobowość, inteligencję bądź uczucia. Zjawisko to spotyka się przede wszystkim w kontekście zwierząt domowych: psów, kotów, koni: Find the cat and let her out → Znajdź kota i go wypuść. Wiąże się ono również z odpowiednim dostosowaniem zaimka względnego: She's an old dog, who likes to sleep much → To stara suka, która lubi dużo spać.
Płeć gramatyczną mogą otrzymywać również pojazdy (samochody, motocykle). Marynarze często używają she w odniesieniu do łodzi i okrętów: She was an old ship → To był stary statek. Podobnie nazwy krajów mogą otrzymywać zaimek she, choć we współczesnej angielszczyźnie znacznie częściej używa się it: Poland has decided to increase her/its trade with Germany → Polska zdecydowała się zwiększyć swój handel z Niemcami.

### Określanie płci
Tradycyjnie w angielszczyźnie form zaimka męskiego he/his/him etc. używa się w przypadku, gdy płeć osoby nie jest określona, albo gdy trzeba odnieść się zarówno do mężczyzn, jak i kobiet; forma ta używana jest przede wszystkim w stylu formalnym. Przez niektórych bywa uważana za seksistowską i bywa unikana; inni uznają, że daje przewagę jednej płci: If a student is ill, he must send his certificate.
Zaimek they często odnosi się do pojedynczych osób, jeśli są one nieokreślone. Dzieje się tak po wyrażeniach: someone, a person, nobody, whoever i podobnych: If anybody calls me this evening, tell them I am busy → Jeśli ktoś zadzwoni do mnie po południu, powiedz mu, że jestem zajęty. Nobody was late, were they?
Jako neutralnego pod względem płci zamiennika he i she używa się zaimka they, choć forma ta budzi pewne kontrowersje i nie jest akceptowana przez część użytkowników angielszczyzny: Somebody wants to speak to you. – Tell them to leave me alone → Ktoś chce z tobą rozmawiać. → Powiedz mu, by mi dał spokój. Zjawisko to nie jest wcale nowe, pojawia się już w dziełach Geoffreya Chaucera. Kręgi liberalne są zdania, że użycie zaimka they w znaczeniu liczby pojedynczej pomogłoby rozwiązać problem seksizmu językowego w angielszczyźnie.

## Rzeczowniki z odrębnym rodzajem żeńskim
Niektóre rzeczowniki, zwłaszcza oznaczające zawody, mają odmienną liczbę mnogą.
Przegląd form rzeczowników:
| rodz. męski | rodz. żeński | rodz. męski | rodz. żeński |
| ----------- | ------------ | ----------- | ------------ |
| actor       | actress      | groom       | bride        |
| duke        | duchess      | hero        | heroine      |
| host        | hostess      | manager     | manageress   |
| monk        | nun          | policeman   | policewoman  |
| prince      | princess     | steward     | stewardess   |
| waiter      | waitress     | widower     | widow        |

Rzeczowniki zakończone na -man nie mają swojego żeńskiego odpowiednika: fireman. spokesman; w takich przypadkach końcówkę -man zastępuje się czasami końcówką -person: spokesperson, chairperson. Choć słowa z końcówką -woman powoli wchodzą do użycia, nie ugruntowały się jeszcze w praktyce językowej. W niektórych sytuacjach jest możliwość zastąpienia rzeczownika innym, np. fireman → firefighter.